# Dombi Luca
Dombi Luca (Békéscsaba, 1995. november 17. –) magyar válogatott kézilabdázó.

## Pályafutása

### Klubcsapatokban
Dombi Luca Békéscsabán kezdett felnőtt szinten kézilabdázni, 2014-ben került a frissen megalakult Mosonmagyaróvári KC SE-hez.
A szezon hajrájában megsérült, így nem tudott segíteni csapatának a kiesés elkerülése ellen vívott harcban. A Mosonmagyaróvári KC végül kiesett az első osztályból, Dombi Luca pedig a bajnoki negyedik helyezett Dunaújvárosi Kohász KA csapatához igazolt.
2019 februárjában hivatalosan is bejelentették, hogy a következő szezontól a Kisvárdai KC csapatában folytatja pályafutását. A 2021–2022-es szezon végén bejelentette, hogy befejezi pályafutását.
2023. februárjában az NB I/B-ben szereplő  Szombathelyi KKAban kezdte újra a pályafutását.  2024. júniusában meghosszabbította a szerződését a csapatnál. 

### A válogatottban
A junior válogatottal részt vett a 2014-es junior világbajnokságon, ahol a hetedik helyen végeztek. A magyar válogatott élére 2016-ban kinevezett Kim Rasmussen első keretébe bekerült, és az október 8-án rendezett Szlovénia elleni barátságos mérkőzésen be is mutatkozott a felnőtt válogatottban. A decemberi Európa-bajnokságra utazó keretbe is bekerült, de posztján Kisfaludy Anett és Mészáros Rea mögött harmadik számú beállósként csak néhány percre lépett pályára.

## Családja
A 6 évvel fiatalabb húga Dombi Katalin szintén kézilabdázó, aki jelenleg a Vasas SC csapatánál szintén beálló poszton játszik. A 2020-21es szezonban a Kisvárdai KCnál csapattársak voltak.